# يوهانس دور
يوهانس دور (بالألمانية: Johannes Dürr)‏ هو متزحلق نمساوي، ولد في 12 مارس 1987 في بلدة ميلك في النمسا.

## وصلات خارجية
- الموقع الرسمي
- يوهانس دور على موقع الاتحاد الدولي للتزلج (التزلج الريفي) (الإنجليزية)
- يوهانس دور على موقع أوليمبيديا (الإنجليزية)